# Dugi Rat
Dugi Rat je općina u Hrvatskoj.

## Općinska naselja
U sastavu općine su 3 naselja (stanje 2006.), to su: Duće, Dugi Rat i Jesenice.

## Zemljopis
Dugi Rat smjestio se na obali Jadranskog mora, na državnoj cesti Split – Dubrovnik (D8), 15 km jugoistočno od Splita, odnosno 3 km zapadno od Omiša.

## Stanovništvo

### Popis 2011.
Prema popisu stanovništva iz 2011. godine, Općina Dugi rat ima 7092, stanovnika. Većina stanovništva su Hrvati s 98,43 %, a po vjerskom opredijeljenju većinu od 96,50 % čine pripadnici katoličke vjere.

### Popis 2001.
Po popisu stanovništva iz 2001. godine, općina Dugi Rat imala je 7305 stanovnika, raspoređenih u 3 naselja:
- Duće – 1640
- Dugi Rat – 3507
- (Krilo)-Jesenice – 2158

| broj stanovnika | 825   | 1050  | 1050  | 1212  | 1462  | 1633  | 1660  | 2433  | 2401  | 2646  | 3170  | 3683  | 4920  | 6544  | 7305  | 7092  | 6876  |
|                 | 1857. | 1869. | 1880. | 1890. | 1900. | 1910. | 1921. | 1931. | 1948. | 1953. | 1961. | 1971. | 1981. | 1991. | 2001. | 2011. | 2021. |

| broj stanovnika |       |       | 8     | 6     | 39    | 48    |       | 310   | 603   | 723   | 1240  | 1644  | 2723  | 3164  | 3507  | 3442  | 3338  |
|                 | 1857. | 1869. | 1880. | 1890. | 1900. | 1910. | 1921. | 1931. | 1948. | 1953. | 1961. | 1971. | 1981. | 1991. | 2001. | 2011. | 2021. |

## Uprava
Zgrada Općine nalazi se u Dugom Ratu
u prizemlju se nalaze kafići,  ured turističke zajednice i dvije mesnice. Na katu je poglavarstvo općine, ured načelnika,  vijećnica.

## Gradska uprava
Upravna tijela općine Dugi Rat su:
• Načelnik općine 
• općinsko vijeće
Za načelnika općine u drugom krugu glasanja na izborima za načelnika održanim 30. svibnja 2021. godine izabran je nez. Tonći Bauk. 
Od ukupno 6527 građana upisanih u popis birača, 3198 birača je sudjelovalo na izborima te je tom prilikom za sadašnjeg načelnika glasalo 1238 birača.

## Povijest
Na nadmorskoj visini od 200 do 250 m, podno planine Perun (južna kosa Mosora), postoje zapuštena naselja Jesenice,  Zeljovići, Krug i Duće. Stanovništvo iz tih najranijih naselja godinama se zbog turizma spuštalo prema obali.
Ljudi su bili prisutni na ovom području još od kamenoga doba o čemu govore arheloški nalazi u špiljama Turskoj peći i Ponistricama. Trajnu naseljenost potvrđuju gradine i gomile iz kasnog brončanog i željeznog doba. 
Stanovnici Poljica su gradine podizali na uzvisinama, jer su s njih mogli nadzirati okolna područja. Neke su gomile služile kao groblja, a neke kao granice ilirskih plemena.

## Gospodarstvo
- Fornix d.o.o. – proizvodnja auto djelova
- DTD. d.o.o. – proizvodnja ribarskog pribora
- Ratkom d.o.o. – proizvodnja plastike za građevinarstvo
- Pivovara Barilo d.o.o. – proizvodnja piva

## Poznati Dugoraćani
- don Slavko Kadić, svećenik i graditelj crkava
- Ivo Kadić, hrv. kazališni i filmski glumac
- Branko Vojnović  (čepe), saborski zastupnik
- Davor Grgat, novinar
- Nedjeljko Špiro Erceg, športski djelatnik
- Petar Čulić, gitarist
- Vedran Vukušić, košarkaš
- Karlo Bilić, nogometaš (1.HNL-Šibenik)
- Marin Laušić, nogometaš (1.HNL - Slaven Belupo)

## Spomenici i znamenitosti
- Turska peć, pećina s prapovijesnim arheološkim nalazištem
- Zeljovići, zaseok
- Krug, zaseok
- Pozdrav suncu, rad akademske kiparice Dijane Ive Sesartić
- Križ za poginule branitelje
- Bista Don Ante Škobalja
- Spomenik palim borcima narodno oslobodilačke borbe, rad kipara Ivana Mirkovića iz Splita.

## Obrazovanje

### Osnovne škole
OŠ Jesenice, Dugi Rat
Osnovna škola "Jesenice" djeluje na području općine Dugi Rat. Obuhvaća prostor općine Dugi Rat a osim općinskog središta Dugi Rat pokriva i mjesta Bajnice, Krilo, Suhi Potok, Sumpetar, Mali Rat, Orij i dio mjesta Duća. Škola je 2018 proslavila 150 godina postojanja. Naime, davne 1867. godine počela je redovita pouka djece s područja Jesenica, a prvi učitelj bio je Stjepan Stazić podrijetlom iz Doca.

## Kultura
Kulturno-umjetničko društvo "Dalmacija" u Dugom Ratu, osnovano je 8. ožujka 1967. godine, s ciljem okupljanja slobodnih amatera, a poradi njegovanja tradicionalnih običaja, izvornih i koreografiranih plesova i pjesama hrvatskog puka, posebno dalmatinskog otočnog, obalnog i zagorskog podneblja, stvarajući na taj način zavidnu riznicu naše bogate nacionalne folklorne kulture. 
Tijekom minulih, nadasve uspješnih godina folklorne djelatnosti, na izučavanju i njegovanju naše bogate kulturne baštine, štujući i učeći mladež i odrasle s tradicijom i običajima od davnina kod naše djedovine, ostvarujući vrijednu umjetničku produkciju, cijenjenu kod uglednika folklornog stvaralaštva, potvrđenu brojnim visokim priznanjima u Domovini i inozemstvu, djelatnost KUD-a "Dalmacija" bila je obilježena i tradicionalnošću zborskog pjevanja, postojanjem dramske aktivnosti, mandolinističkog i tamburaškog orkestra i izvornog dalmatinskog klapskog pjevanja, rado viđenog na svim pozornicama u Domovini i inozemstvu.
Gastronomska manifestacija Festival soparnika.
Dječji festival Glas Poljica, u sklopu Dugoratskog ljeta.

## Šport
- Nogometni klub Orkan
- Rukometni klub Hrvatski dragovoljac
- Rukometni klub Orkan
- Vaterpolski klub Korenat
- Karate klub Dalmacija
- Jedriličarski klub Orišac

## Zaštita i spašavanje
- Dobrovoljno vatrogasno društvo "Dalmacija"

## Poveznice
- Dugoratsko ljeto, kulturno-zabavna manifestacija

## Vanjske poveznice
- Službene stranice Općine Dugi Rat
- Dugi Rat Online!  Arhivirana inačica izvorne stranice od 12. ožujka 2008. (Wayback Machine) Povijest mjesta